# هادي العلوي
هادي نوري سلمان العلوي (1932 - 27 سبتمبر 1998) مفكر ماركسي ومؤرخ إسلامي ولغوي عربي عراقي. ولد في بغداد ونشأ بها في عائلة فقيرة هاشمية النسب. درس في جامعة بغداد وتخرج من كلية الاقتصاد سنة 1956. غادر العراق إلى الصين ثم سوريا حيث عاش منفيًا إلى حين وفاته في دمشق ودفنه فيها. اهتم بالموضوعات الفلسفة الإسلامية والصينية وله بحوث وكتب عن التاريخ الإسلامي والصيني، واللغة. 

## سيرته
ولد السيد هادي بن نوري بن سلمان العلوي في بغداد سنة 1932 م /1350 هـ أو 1933 ونشأ بها في عائلة فقيرة سكنوا حي كرادة مريم وهي ضاحية ريفية من ضواحي بغداد. كان والده أميًا عاملًا وجده سلمان دارسًا دينيًا ولم يدركه، إذ توفي وعمر هادي خمس سوات. ولما بلغ الرابعة عشرة بدأ يميل إلى القراءة وعثر على بقايا مكتبة جده التي أهملها الأميون. فتلقى تعليمه الأولى في مكتبة جده السيد سلمان وحفظ القرآن ونهج البلاغة كما حفظ الكثير من الشعر العربي. أنهى دراسته الثانوية عام 1950 وتخرج في كلية التجارة والاقتصاد عام 1956. 
ساهم في الحركة الوطنية العراقية منذ الخمسينات القرن العشرين، وتحول في وقت مبكر إلى المنهج الماركسي وأقام صلات وثيقة مع الحركة الشيوعية، وخرج من العراق قسرًا في 1976. تنقل بين الصين وبريطانيا ولبنان وسوريا. 

توفي العلوي في مستشفى الشامي بدمشق يوم 26 أو 27 سبتمبر 1998/ 4-5 جمادى الاخرة 1419 ودفن بها.

## آراؤه وأفكاره
أول بحث نشر عنه كان في 1960 في مجلة «المثقف». اهتم العلوي في مؤلفاته بالنهضة العلمية الحديثة العربية والإسلامية، واعتبر أن عصر النهضة العربية الأولى يبدأ بصدر الدين الشيرازي وليس بالحملة الفرنسية على مصر. 
تفرد بين المثقفين المعاصرين له من العراقيين والعرب بأفكاره حول الشرق ومعرفته المتصلة بالحضارة الإسلامية والصينية، واطلاعه على اللغات اللاتينية والعبرية والآرامية والصينية. وقد سعى إلى التجرد الكامل واللاتشخص واللامحدودية عند المثقف حتى أطلق عليه المثقف الكوني. عرف بأنه كان صوفيّ النزعة والسلوك وله إسهاماته في تراث الصوفية الشرقية. «وهو في هذا السياق لا يُمجّد الشرق ولا يحافظ على تابوهاته الدينية والأسطورية، بل يؤولها ويبحث فيها عن مصائر الإنسان من خلال منظوماته العلائقية وبيئاته المختلفة.»
وتاريخ إسلامي عنده عبارة عن نظام تتميمي تعاقبي لمراحله السابقة وله ديناميكية الداخلية، اقتصاديًا واجتماعيًا وسياسيًا وثقافيًا. وفي رؤيته، ليس هناك قطيعة معرفية لاهوتية بين الجاهلية وعصر الإسلام، بل كان هناك معرفة تغييرية أدت إلى تغيير آلية العلاقات ومؤسساتها المنغلقة بتحويلها إلى نظام شمولي جديد على المستويين الإيدلوجي والسلطوي. 
وبحث العلوي في مشروعه اللغوي الذي لم يكمل منه إلا ثلاثة قواميس، عن صيغة جديدة للغة العربية بدمجها بين اللهجات المحكية والفصحى، بغية المقاربة بين العامة وبين المستويات الكتابية التي يستخدمها أهل العلم والمعرفة والثقافة. وخطا خطوات لكسر القواعد الأكاديمية للغة بإدخاله مفردات ومترادفات محكية مقابل الفصحى في كتاباته وبحوثه دون تقولب في السكونية وقوانينها المحافظة.  وعمل على مشروع إصلاح اللغة العربية «بتسهيل النحو التقريب بين لغة الكتابة ولغة الكلام، ومعالجة مشكلات لغة الاصطلاح.»

## مؤلفاته
- «في السياسة الإسلامية»، 1974
- «من تاريخ التعذيب في الإسلام»، 1986
- «الاغتيال السياسي في الإسلام»، 1988
- «فصول من تاريخ الإسلام السياسي»، جمع ثلاثة من كتبه في مجلد واحد، 1999
- «المرئي واللامرئي في الأدب والسياسة»، مجموعة مقالات ودراسات، 1998
- «مدارات صوفية»، تراث الثورة المشاعية في الشرق، 1997
- «فصول عن المرأة»، 1996
- «شخصيات غير قلقة في الإسلام»، 1995
- «المستطرف الجديد»، 1980
- «كتاب التاو»، لاوتسه، ترجمة ودراسة، 1995
- «المعجم العربي المعاصر»، صدر منه جزءان، أولهما «قاموس الإنسان والمجتمع» 1997، وثانيهما «قاموس الدولة والاقتصاد».

### فهرس المراجع
1. ↑   https://www.almadapaper.net/view.php?cat=5818. {{استشهاد ويب}}: |url= بحاجة لعنوان (مساعدة) والوسيط |title= غير موجود أو فارغ (من ويكي بيانات) (مساعدة)
2. ↑  خليل أحمد خليل (2001). موسوعة أعلام العرب المبدعين في القرن العشرين (ط. الأولى). بيروت، لبنان: المؤسسة العربية للدراسات والنشر. ج. المجلد الثاني. ص. 872-877.
3. ↑  "معلومات عن هادي العلوي على موقع idref.fr". idref.fr. مؤرشف من الأصل في 2019-12-15.
4. ↑  "معلومات عن هادي العلوي على موقع id.loc.gov". id.loc.gov. مؤرشف من الأصل في 2019-12-15.
5. ↑  "معلومات عن هادي العلوي على موقع d-nb.info". d-nb.info. مؤرشف من الأصل في 2019-12-15.
6. ↑  Hadi al-`Alawi, Scion of the Two Civilizations - MERIP نسخة محفوظة 2020-11-09 على موقع واي باك مشين.
7. ↑  محمد خير رمضان يوسف (2016)، تتمة الأعلام: وَفَيَات 1976-2013 (ط. 4)، عدن: دار الوفاق للدراسات و النشر، ج. 10، ص. 28، OCLC:1048305227، QID:Q115012904
8. ↑  خالد سليمان (1999)، ص.24
9. ↑  في ذكرى رحيل هادي العلوي المثقف الكوني لا يترجّل عن ركابه نسخة محفوظة 2021-02-06 على موقع واي باك مشين.
10. ↑  "هادي العلوي ... ما زال سيفه الفكريّ مُشرَعاً". مؤرشف من الأصل في 2021-02-06. اطلع عليه بتاريخ 2021-02-06.
11. ↑  خالد سليمان (1999)، ص.12
12. ↑  خالد سليمان (1999)، ص.14
13. ↑  خالد سليمان (1999)، ص.15
14. ↑  خالد سليمان (1999)، ص.18

### معلومات المراجع
- خالد سليمان (1999). هادي العلوي، حوار الحاضر والمستقبل (ط. الأولى). دمشق، سوريا: دار الطليعة الجديدة.

## وصلات خارجية
- هادي العلوي على موقع أرشيف الشارخ.
- في موقع الأرشيف المجلات